# Erysiphe trifolii

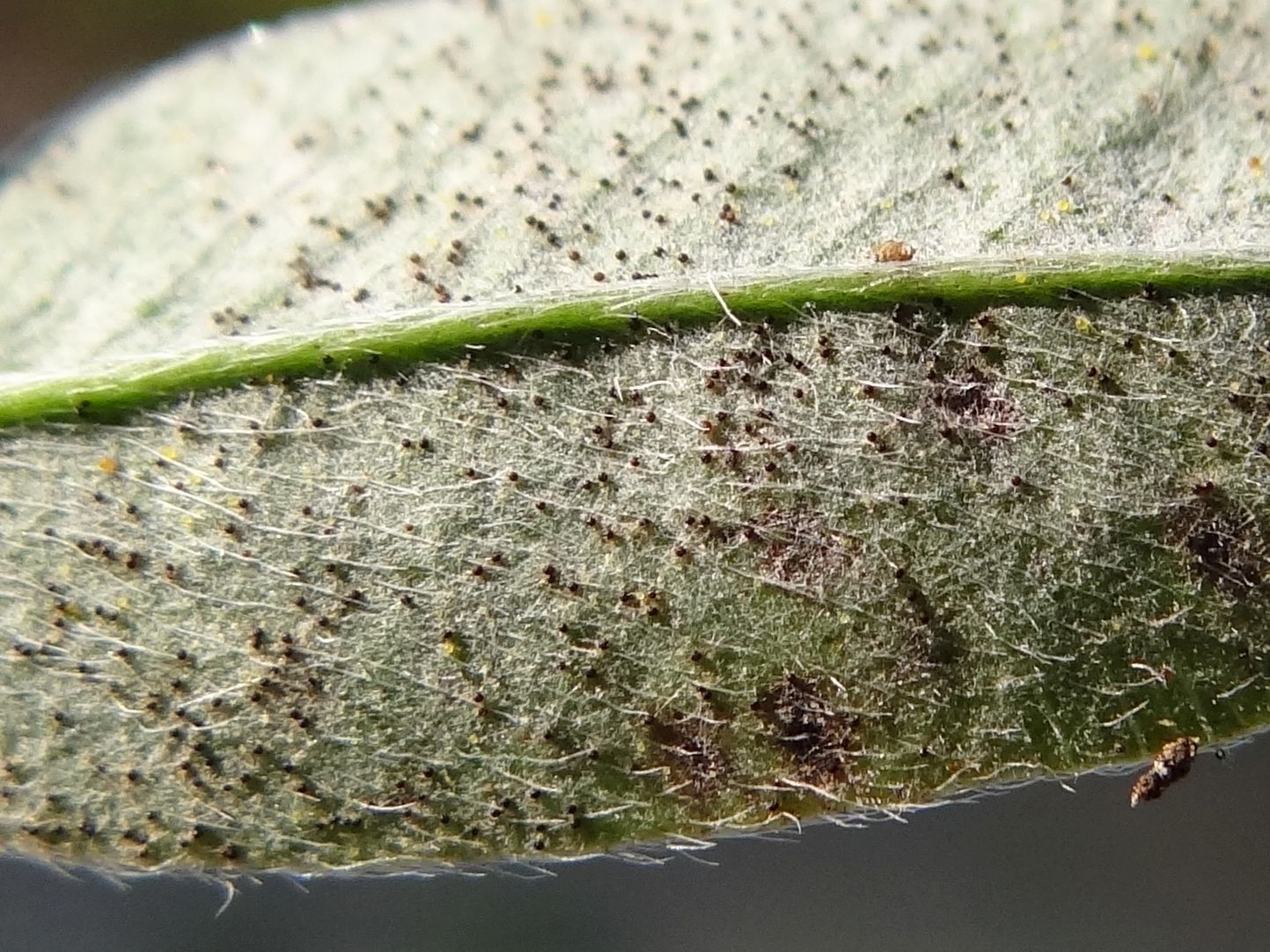
Klejstotecja na dolnej stronie listka komonicy zwyczajnej

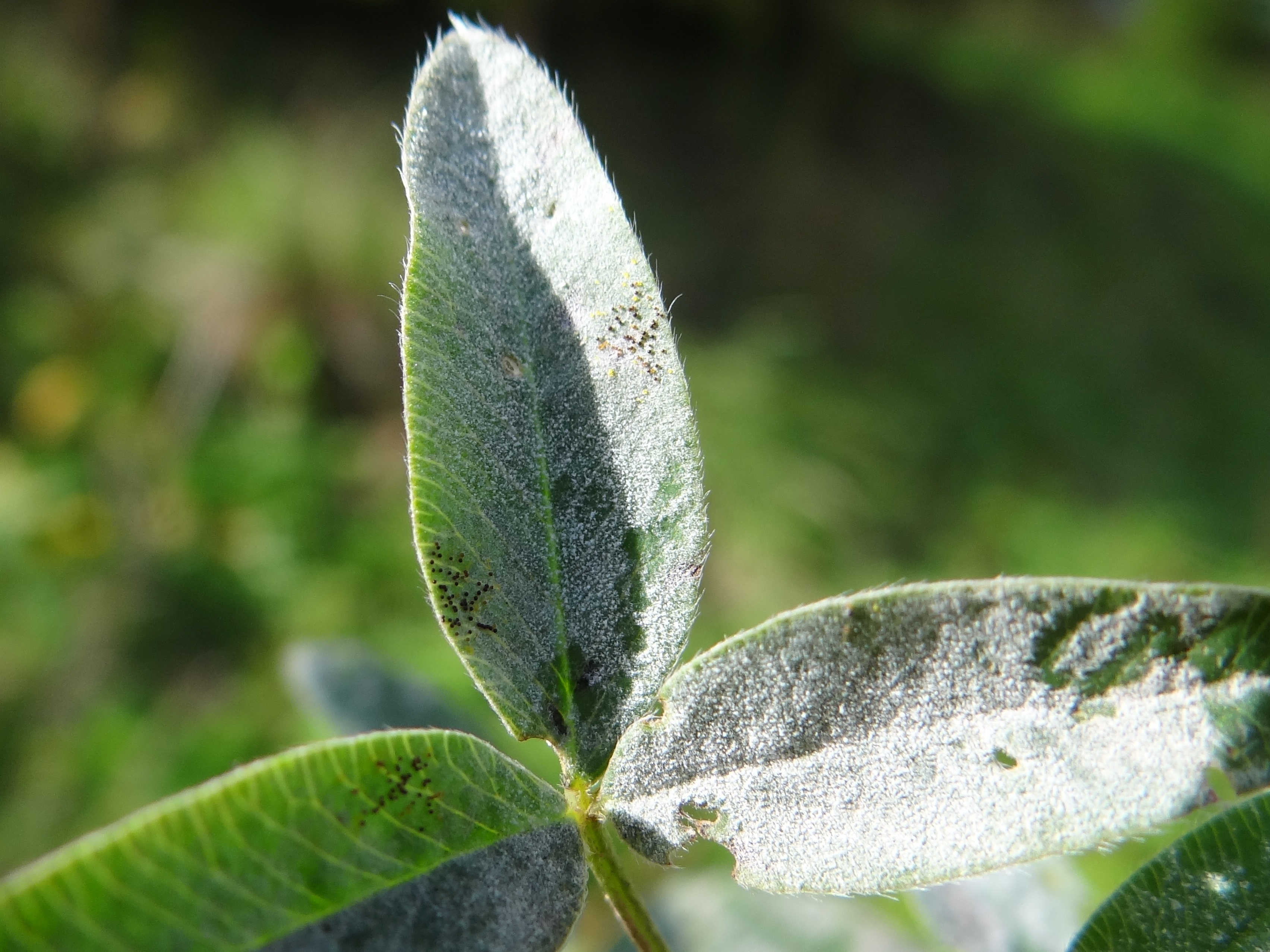
Grzybnia na liściu komonicy zwyczajnej

Erysiphe trifolii Grev. – gatunek  grzybów należący do rodziny mączniakowatych (Erysiphaceae. Wywołuje chorobę o nazwie mączniak prawdziwy koniczyny.

## Systematyka i nazewnictwo
Pozycja w klasyfikacji według Index Fungorum: Erysiphe, Erysiphaceae, Helotiales, Leotiomycetidae, Leotiomycetes, Pezizomycotina, Ascomycota, Fungi. 
Synonimy:
- Erysiphe martii Lév. 1851
- Erysiphe trifolii Grev. var. trifolii
- Microsphaera marti (Lév.) Y.S. Paul & V.K. Thakur
- Microsphaera trifolii (Grev.) U. Braun 1981
- Microsphaera trifolii (Grev.) U. Braun 1981 subsp. trifolii
- Microsphaera trifolii (Grev.) U. Braun 1981 var. trifo

## Morfologia
Grzyb mikroskopijny. Grzybnia rozwija się głównie na powierzchni liści, łodyg i kwiatostanów roślin, do wnętrza tkanek zapuszcza tylko ssawki. Wygląda jak biały, mączysty nalot, Na powierzchni liścia tworzy rozproszone plamki lub duże plamy, czasami zajmujące nawet cały liść. Strzępki mają szerokość 2,5–7,5 μm. Pierwszy człon konidioforów cylindryczny, zazwyczaj prosty, czasami zakrzywiony lub powyginany. Ma długość (15–) 25–38 (–55) × 6,5–9 μm. Dalsze dwa człony krótsze, lub o tej samej długości. Przycistki faliste lub wielopłatowe. Konidia oddzielają się pojedynczo. Mają elipsoidalny kształt i rozmiar  30–45 (–50) × 16–21  μm. Klejstotecja rozrzucone w grupach. Pojedyncze ma kształt nieregularnego wieloboku i średnicę (80–) 90–150 (–180) μm. Przyczepki raczej proste i sztywne u nasady, dalej powyginane i często nieco pofalowane. Posiadają 1-6 przegród, w dolnej części są bezbarwne, w górnej żółtawe lub brązowe. Są cienkościenne, o powierzchni gładkiej lub nieco szorstkiej. Niektóre przyczepki są dychotmicznie 1–2 razy, bardzo rzadko 3 razy rozgałęzione. Rozgałęzienia są luźne, szeroko rozwidlone. Worki o rozmiarach 45–80 × 25–50 μm. W jednym worku powstaje zazwyczaj od 3 do 5 askospor, wyjątkowo 2. Askospory elipsoidalno-jajowate, o rozmiarach  18–30 × 10–16 μm.

## Występowanie
Jest szeroko rozprzestrzeniony. Występuje w całej Europie, Azji (Azja Mniejsza, Azja Środkowa, Syberia, Chiny, Daleki wschód ZSRR, Japonia), Afryce Północnej, Ameryce Północnej (USA, Kanada). Zawleczony został także do Ameryki Południowej, Australii i Nowej Zelandii. W Polsce pospolity, jako Microsphaera trifolii notowany na licznych gatunkach roślin w licznych opracowaniach mykologicznych.
Pasożyt obligatoryjny. Rozwija się na następujących rodzajach roślin: Acacia, Albizza, Amorpha, Anthyllis, Arachis, Caragana, Coronilla, Cytisus, Galega, Genista, Gueldenstaedtia, Hedysarum, Lathyrus, Lembotropis, Lotus, Melilotus, Onobrychis, Ononis, Psoralea, Robinia, Sarothamnus, Scorpiurus, Securigera, Tetragonolobus, Trifolium.